# Kleinatzenheim
Kleinatzenheim est un village disparu qui était situé dans le Kochersberg en Alsace.
Le village a probablement été détruit ou abandonné à la fin du XIVe siècle, à cause des maladies et des guerres qui sévissaient.
On en trouve encore une trace dans la commune de Berstett (anciennement Reitwiller), où il existe une rue « de Kleinatzenheim ». Le village disparu est d'ailleurs supposé se situer entre Reitwiller et Durningen,.